# 芬兰戴维斯杯代表队
芬兰戴维斯杯代表队是芬兰男子网球队参加戴维斯杯的队伍，由芬兰网球协会（芬蘭語：Suomen Tennisliitto）负责管理。
芬兰队首次参加戴维斯杯是在1928年，最好的成绩是在2023年，他们历史性地打入了四强，在1/4决赛中击败了卫冕冠军加拿大队。